# Half Moon Bay (vik i Saint Kitts och Nevis)
Half Moon Bay är en vik i Saint Kitts och Nevis. Den ligger i parishen Saint Peter Basseterre, i den sydöstra delen av landet, 5 km öster om huvudstaden Basseterre.